# Álvaro Obregón (Cidade do México)
Álvaro Obregón é uma demarcação territorial da Cidade do México, situada na parte oeste da capital mexicana. Possuía em 2015 uma população de 749.982 habitantes, distribuída em uma área de 96 km². Faz fronteira com Miguel Hidalgo a norte; com La Magdalena Contreras e Tlalpan a sul; com Cuajimalpa de Morelos a oeste; e com Benito Juárez e Coyoacán a leste.
A demarcação recebeu seu nome em homenagem a Álvaro Obregón, ex-presidente do México. Vencedor da Batalha de Celaya, na qual se defrontaram o Exército Constitucionalista e a Divisão do Norte de Pancho Villa, Álvaro Obregón acabaria por ser assassinado no restaurante La Bombilla, localizado em San Angel, um dos bairros que constituem a demarcação territorial.
Álvaro Obregón é composta por centenas de bairros e localidades, tais como: San Angel, San Angel Inn, Tlacopac, Ermita, Chimalistac, Florida, Pedregal de San Angel, Lomas de Santa Fe, Florida, Jardines del Pedregal, Guadalupe Inn, Las Águilas y Villa Verdún, Santa Fé, El Cuernito e Zona de Cristo Rey. Na demarcação estão situados diversos museus, como o Museu Estúdio Diego Rivera, bem como o Parque Nacional Desierto de los Leones. A zona mais montanhosa de Álvaro Obregón atinge altitudes da ordem dos 3.800 metros.

## Transportes

### Metrô da Cidade do México
Álvaro Obregón é atendida pelas seguintes estações do Metrô da Cidade do México:
- Barranca del Muerto
- Miguel Ángel de Quevedo
- Observatorio
- Viveros-Derechos Humanos